# Rosina Ferrario
Rosina Ferrario (Milano, 28 luglio 1888 – Milano, 3 luglio 1957) è stata un'aviatrice italiana.
Fu la prima donna italiana ad ottenere un brevetto di volo nel 1913.

## Biografia
Rosina Ferrario è stata, al pari di Carina Massone Negrone, una pioniera del volo femminile italiano.
Figlia di un'agiata famiglia borghese, coltiva la passione per lo sport e la montagna e si fa notare per la volontà di ottenere privilegi maschili come il poter guidare un'automobile o inseguire il sogno di pilotare un aeroplano. Nel 1911 si iscrive a un corso di pilotaggio che si tiene a Taliedo, ma deve abbandonarlo per la mancanza di velivoli idonei. Nel 1912 frequenta la Scuola d'Aviazione di Vizzola Ticino, diretta dall'ingegnere Gianni Caproni, ottenendo il 3 gennaio 1913 il brevetto di pilota di aerei numero 203, prima donna in Italia e ottava nel mondo. Una volta conseguito il brevetto partecipa a diverse manifestazioni e voli dimostrativi, accrescendo la sua fama a livello nazionale.

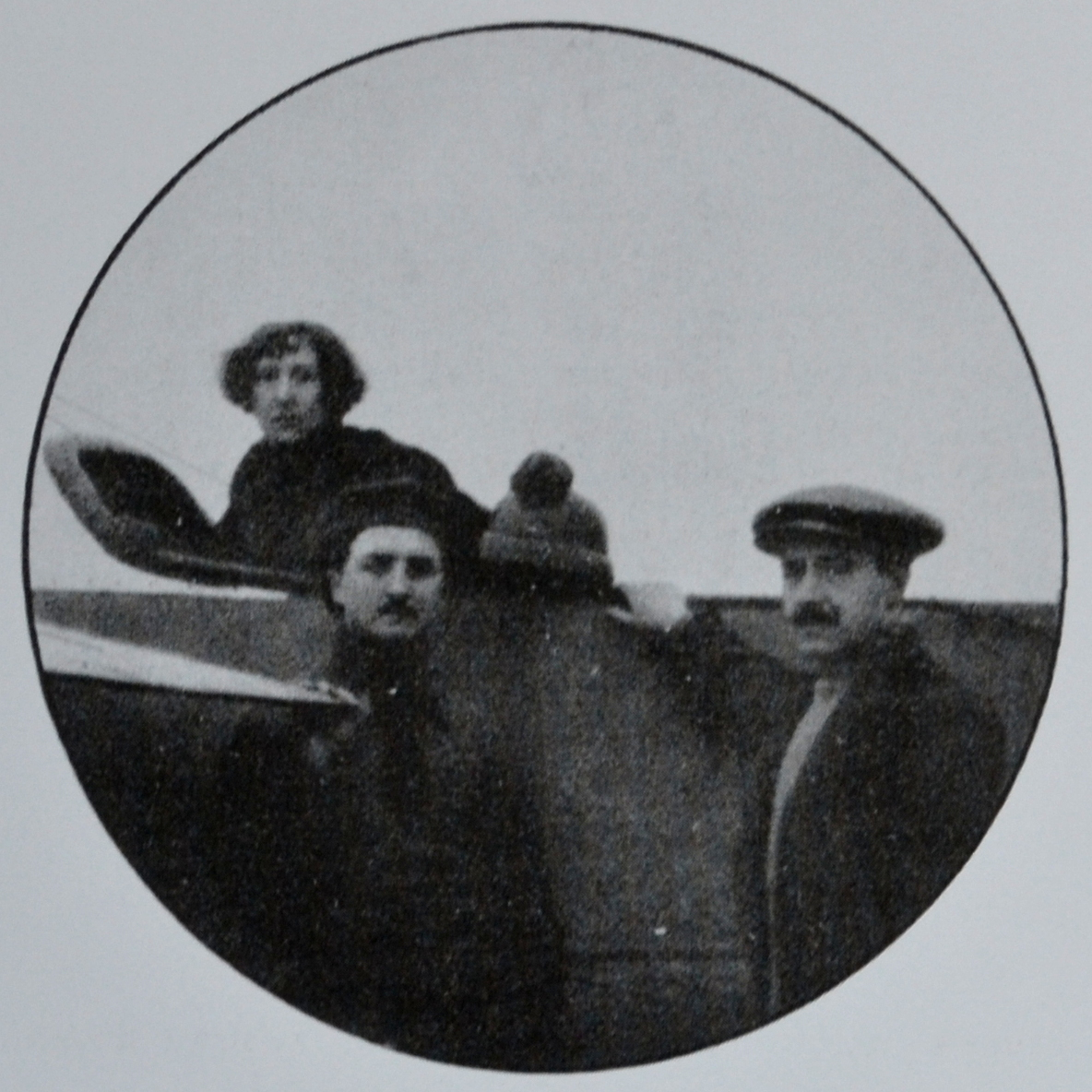
Una fotografia di Rosina Ferrario (risalente probabilmente al 1913) tratta da Tre anni di aviazione, la raccolta di memorie relative al primo periodo di attività aviatoria di Gianni Caproni. La didascalia originale recita: «Signorina Rosina Ferrario, aviatrice».

Tra le sue imprese si ricordano un'ascensione, dotata di macchina fotografica Kodak, su un aerostato Inca effettuata il 21 gennaio 1913 insieme al pioniere di sferico Erminio Donner-Flori, e la pioggia di garofani rossi fatta cadere sulla folla al Meeting Aviatorio di Napoli, tenutosi negli ultimi giorni di aprile del 1913. Il 23 settembre vola su Bergamo in occasione della visita del Re Vittorio Emanuele III, e la settimana successiva su Milano in occasione di una gara motociclistica di beneficenza. Il 9 ottobre 1913 raggiunge Como dove si tiene la prima edizione del Circuito dei Laghi Italiani, atterrando sull'ippodromo di Mornello. Due giorni dopo rientra a Milano, dopo un volo di 32 minuti.
Il 19 novembre dello stesso anno, insieme ad Achille Landini, altro pioniere dell'aviazione italiana, si esibisce in occasione della manifestazione per il centenario della nascita di Giuseppe Verdi, atterrando con il suo Caproni C.VII, immersa nella nebbia, su un campo di mais preparato per l'evento nei pressi di Busseto.

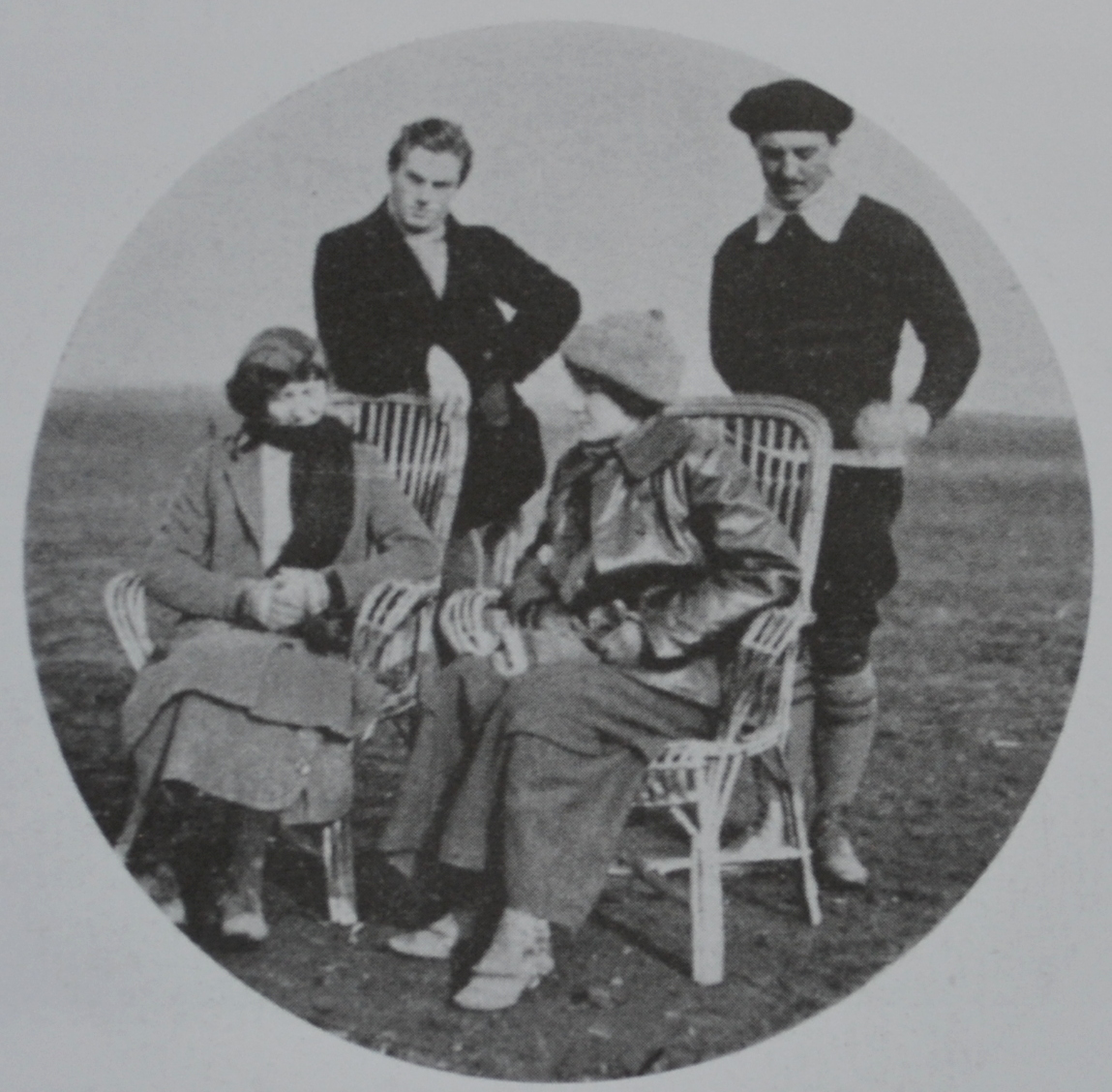
Rosina Ferrario (seduta, a destra), con l'allieva aviatrice Ester Mietta e gli istruttori Fabbri e Maggiora.

Nel 1914 vuole divenire aviatrice professionista, e in occasione dell'inaugurazione del campo d'aviazione di Cameri (Novara), vola su di un monoplano Gabardini tenendo una splendida esibizione in volo. Tra coloro che si congratulano con lei c'è il capitano Carlo Maria Piazza, autore del seguente biglietto: "Tutte le mie più vive congratulazioni signorina, ma preferirei saperla più mamma che aviatrice"; questa frase infelice provoca una querelle con la scrittrice femminista Lydia Monferrini (che scrive una lettera di protesta al presidente della Lega Aerea nazionale, senatore Giovanni Celoria).
Successivamente viene invitata a partecipare ad alcuni voli promozionali turistici in America Latina ai quali deve però rinunciare per l'approssimarsi della prima guerra mondiale.
Tutti i suoi amici piloti partono per il servizio militare, mentre i voli civili sono bloccati quando l'Italia non è ancora entrata in guerra. Certa di poter essere utile, si rende disponibile per poter pilotare velivoli atti al soccorso dei militari feriti per conto della Croce Rossa, ma la sua domanda viene respinta in quanto è una donna. Inoltra allora istanza per essere ammessa al corso di perfezionamento atto a formare un corpo di Volontari Piloti, ma anche questa sua domanda viene respinta dal presidente Carlo Montù. La Ferrario scrive allora al Ministro della Guerra cercando di ottenere il permesso di essere integrata nel corpo aeronautico, ma questo le viene negato da una lettera di risposta dello stesso Ministero perché, si spiega, "non è previsto l'arruolamento di signorine nel Regio Esercito".
Nel periodo successivo al termine del primo conflitto mondiale, pur partecipando agli incontri dei Pionieri dell'Aeronautica, non si approccia più al volo in quanto non riconosce nei velivoli di nuova concezione quell'aura di romanticismo che l'aveva spinta a conseguire il brevetto.
Si sposa con Enrico Grugnola, imprenditore conosciuto in una delle sue amate escursioni in montagna, e con lui gestisce lo storico albergo milanese dei Grugnola, l'Hotel Italia ubicato in piazzale Fiume. Da quel momento si dedica solamente alla famiglia, con l'unico legame al mondo aeronautico relegato ai ritrovi dei soci dei Pionieri. Il 23 gennaio 1943 il Ministero dell'Aeronautica le concede la Medaglia di benemerenza per i Pionieri dell'Aeronautica. La Ferrario risulta iscritta alla Fédération Aéronautique Internationale, oltre a far parte del gruppo Piloti Antesignani dell'Aeronautica ed essere socia del Centro di Cultura Aeronautica di Milano.
Si spegne in una clinica di Milano il 3 luglio 1957, e le sue spoglie riposano nel cimitero di Sesto San Giovanni, dove il distintivo dei Pionieri a lei caro fa da unica decorazione sulla sua tomba.
Il 2 novembre 2023, è stata iscritta sul Famedio nel Pantheon di Milano, all’interno del Cimitero Monumentale di Milano.[15]

### Periodici
- Maurizio Lanza, Rosina Ferrario. Prima donna aviatrice in Italia, in Rivista Aeronautica, n. 1, Roma, Ministero della Difesa, 2013,  pp. 110-115.
- Umberto Soletti, Signorina aviatrice, in Aerei nella Storia, n. 89, Parma, West-Ward edizioni, aprile-maggio 2013,  pp. 26-29.